# إيفور ويليام
إيفور ويليام (6 أكتوبر 1922 بورسستر في المملكة المتحدة - 6 أكتوبر 2010 في المملكة المتحدة) (بالإنجليزية: Ivor Hale)‏ هو لاعب كريكت بريطاني وبريطاني (وحمل سابقاً جنسية المملكة المتحدة لبريطانيا العظمى وأيرلندا). لعب مع نادي مقاطعة غلوستر للكريكت ‏ ونادي مقاطعة ساسكس للكركيت ‏.

## وصلات خارجية
- إيفور ويليام على موقع إي آس بي آن كريك إنفو (الإنجليزية)